# Kritikos Lagonikos

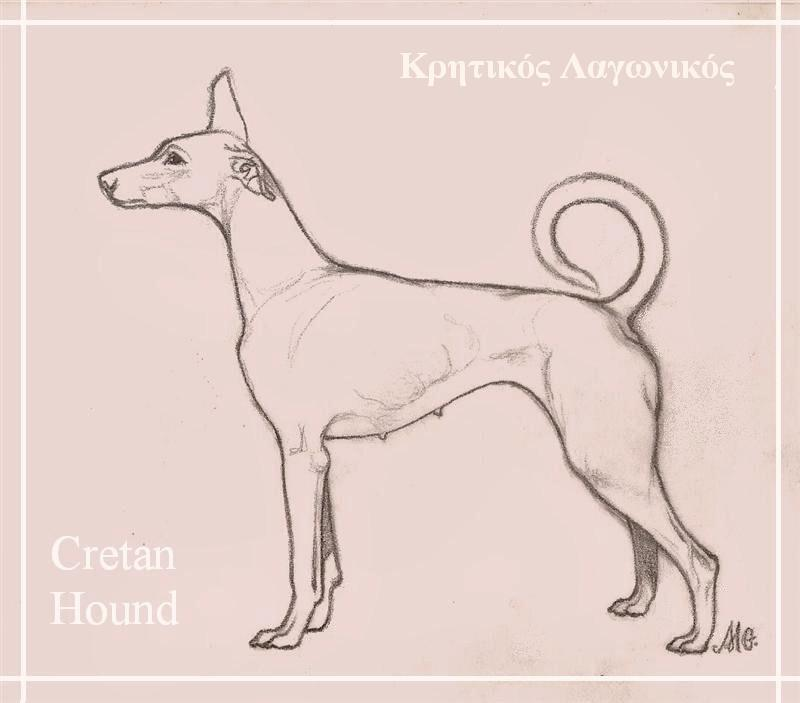
Stampa d'epoca del cane cretese

Il Kritikos Lagonikos (lingua greca Kρητικός Λαγωνικός), noto come "Segugio Cretese", è una razza canina originaria di Creta, molto portata per la caccia alla lepre ma dotata anche di una discreta propensione alla pastorizia, menzionata già nel IV secolo a.C. da Senofonte ed Aristotele. È riconosciuta come razza ufficiale solo dagli enti cinofili di Grecia e Germania.

## Storia
Il "Segugio Cretese", utilizzato per la caccia a vista in muta alla lepre ed al coniglio selvatico, ebbe tra i suoi primi estimatori i minoici che diffusero la razza dalla natia Creta ai vari domini del loro impero: Citera, le Cicladi, ecc.

### Fonti
- Aristotele (IV secolo a.C.), Historia animalium.
- Grazio Falisco (I secolo a.C.), Cynegeticon.
- Senofonte (IV secolo a.C.), Kynegetikos.